# Elektrische Kleinbahn Emden - Außenhafen
De Elektrische Kleinbahn Emden - Außenhafen was een Duitse tramlijn van het centrum naar de buitenhaven van Emden.

## Geschiedenis
In 1883 vroeg bakker Reems Reints Poppinga een concessie aan bij de stad Emden voor de aanleg van een paardentram van het Hannöversche Bahnhof - Emden Südbahnhof naar Nesserland. In 1901 werd de concessie verstrekt voor de aanleg van een Elektrische Kleinbahn op het traject van de binnenstad naar de Außenhafen. Op 23 februari 1902 werd het traject geopend. Op 30 mei 1953 reed de Kleinbahn Emden voor het laatst. Dit vervoer werd door bussen overgenomen.